# Grammy for bedste moderne blues album
Grammy for Best Contemporary Blues Album er en amerikansk pris der uddeles af Recording Academy for årets bedste moderne blues-album (i modsætning til Best Traditional Blues Album). Prisen gives til kunstneren, idet den dog fra 2001 til 2003 også blev givet til tekniker og producer. Prisen har været uddelt siden 1988, dog første år til en sang og ikke et album.
Fra 1988 til 1992 hed prisen Best Contemporary Blues Performance.

## Modtagere af Grammy for Best Contemporary Blues Album
- 2010: The Derek Trucks Band for Already Free

- 2009: Dr. John og The Lower 911 for City That Care Forgot
- 2008: J.J. Cale og Eric Clapton for The Road to Escondido
- 2007: Irma Thomas for After the Rain
- 2006: Delbert McClinton for Cost Of Living
- 2005: Keb' Mo' for Keep It Simple
- 2004: Etta James for Let's Roll
- 2003: Joe Henry (producer), S. Husky Höskulds (teknik) & Solomon Burke for Don't Give Up On Me
- 2002: Gary Nicholson (producer), Richard Dodd, Don Smith (teknik) & Delbert McClinton (producer & kunstner) for Nothing Personal
- 2001: Tony Braunagel (producer), Joe McGrath, Terry Becker (teknik), Taj Mahal & Phantom Blues Band for Shoutin' In Key
- 2000: The Robert Cray Band for Take Your Shoes Off

- 1999: Keb' Mo' for Slow Down
- 1998: Taj Mahal for Señor Blues
- 1997: Keb' Mo' for Just Like You
- 1996: Buddy Guy for Slippin' In
- 1995: Pops Staples for Father Father
- 1994: Buddy Guy for Feels Like Rain
- 1993: Stevie Ray Vaughan & Double Trouble for The Sky Is Crying
- 1992: Buddy Guy for Damn Right, I've Got The Blues
- 1991: Jimmie Vaughan & Stevie Ray Vaughan for Family Style
- 1990: Stevie Ray Vaughan & Double Trouble In Step

- 1989: The Robert Cray Band for Don't Be Afraid of the Dark
- 1988: The Robert Cray Band for Strong Persuader